# Linha 2 do Metrô de Belo Horizonte
A Linha 2, anteriormente conhecida também como Ramal do Barreiro, é uma linha do Metrô de Belo Horizonte que se encontra em fase de implantação. Em sua primeira etapa, terá 10,5 km de extensão e 7 estações.
Uma segunda fase, que adicionaria à linha mais 8,5 km de trilhos subterrâneos que a levaria até o Hipercentro e região dos Hospitais encontra-se em estudo, mas ainda sem prazo definido para ser executada.

## Projeto

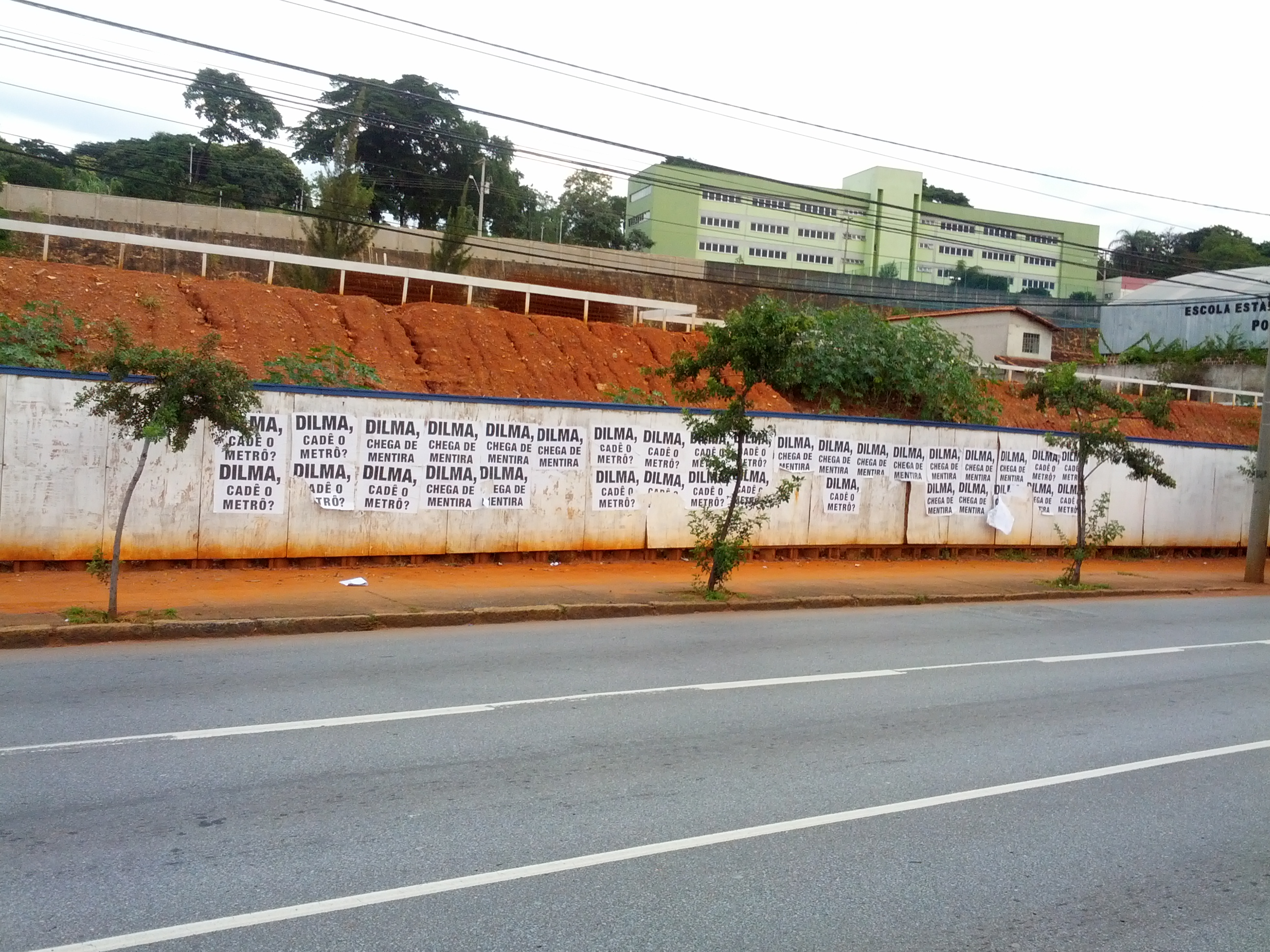
Cartazes na Avenida Amazonas protestando contra o abandono das obras do metrô, 2014.

Foi projetada na Década de 1980 para suprir as necessidades de transporte público da região do Barreiro em Belo Horizonte. Inicialmente, seu traçado seria o Barreiro - Calafate, onde deveria se integrar com a Linha 1 do Metrô de Belo Horizonte. As obras chegaram a ser iniciadas em 1998, entretanto, foram paralisadas em 2004, com cerca de 40% de execução, e desde então estão abandonadas.
Com o passar do tempo, os projetos para a implantação do ramal foram sendo reformulados, mas as obras continuaram paradas. Em 17 de setembro de 2011, a então presidente da república, Dilma Rousseff, anunciou a liberação de verbas no valor de R$ 3,16 bilhões provenientes de recursos do PAC Grandes Cidades para a ampliação, reforma e modernização do sistema metroviário de BH O projeto previa, além da retomada das obras da linha 2, também a modernização e requalificação da linha 1, com a introdução da futura Estação Novo Eldorado, e também da implantação da linha 3, que ligaria Lagoinha à Savassi.

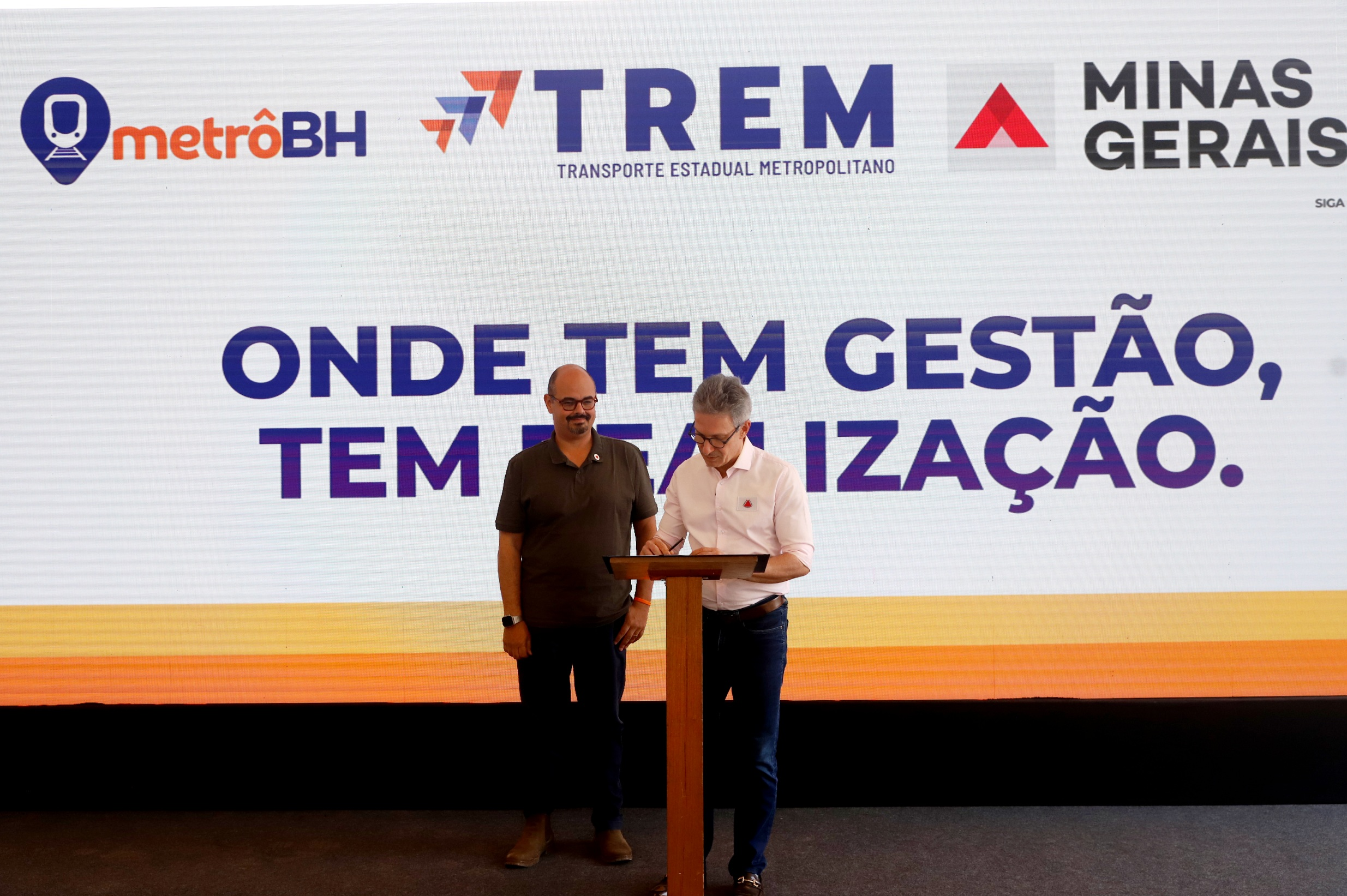
Governador Romeu Zema assina ordem de serviço para inicio das obras da Linha 2 do Metrô.

Entretanto, a verba nunca chegou de fato, embora tenha ocorrido a contratação dos novos projetos básico e executivo das obras e, inclusive trabalhos de sondagem de solo. Houve troca de acusações entre o Governo Federal, Governo do Estado de Minas Gerais e Prefeitura de Belo Horizonte e, mais uma vez, as obras não aconteceram. Para piorar, a Prefeitura de Belo Horizonte descartou a ideia de investir no Metrô de Belo Horizonte para a Copa do Mundo de 2014, decidindo investir no sistema BRT Move.
A esperança de retomada das obras permaneceu esvanecida até o ano de 2019, quando o Governo Federal decidiu incluir a praça mineira da Companhia Brasileira de Trens Urbanos (CBTU) no Programa Nacional de Desestatização, que previa, além da concessão do sistema metroviário de Belo Horizonte para a iniciativa privada, um aporte de recursos na ordem de R$ 3,7 bilhões para a retomada das obras da linha 2 e também a completa modernização e requalificação da linha 1. A concessionária Metrô BH foi a vencedora do processo e ficará responsável pelas obras e a operação de ambos os ramais até o ano de 2053.

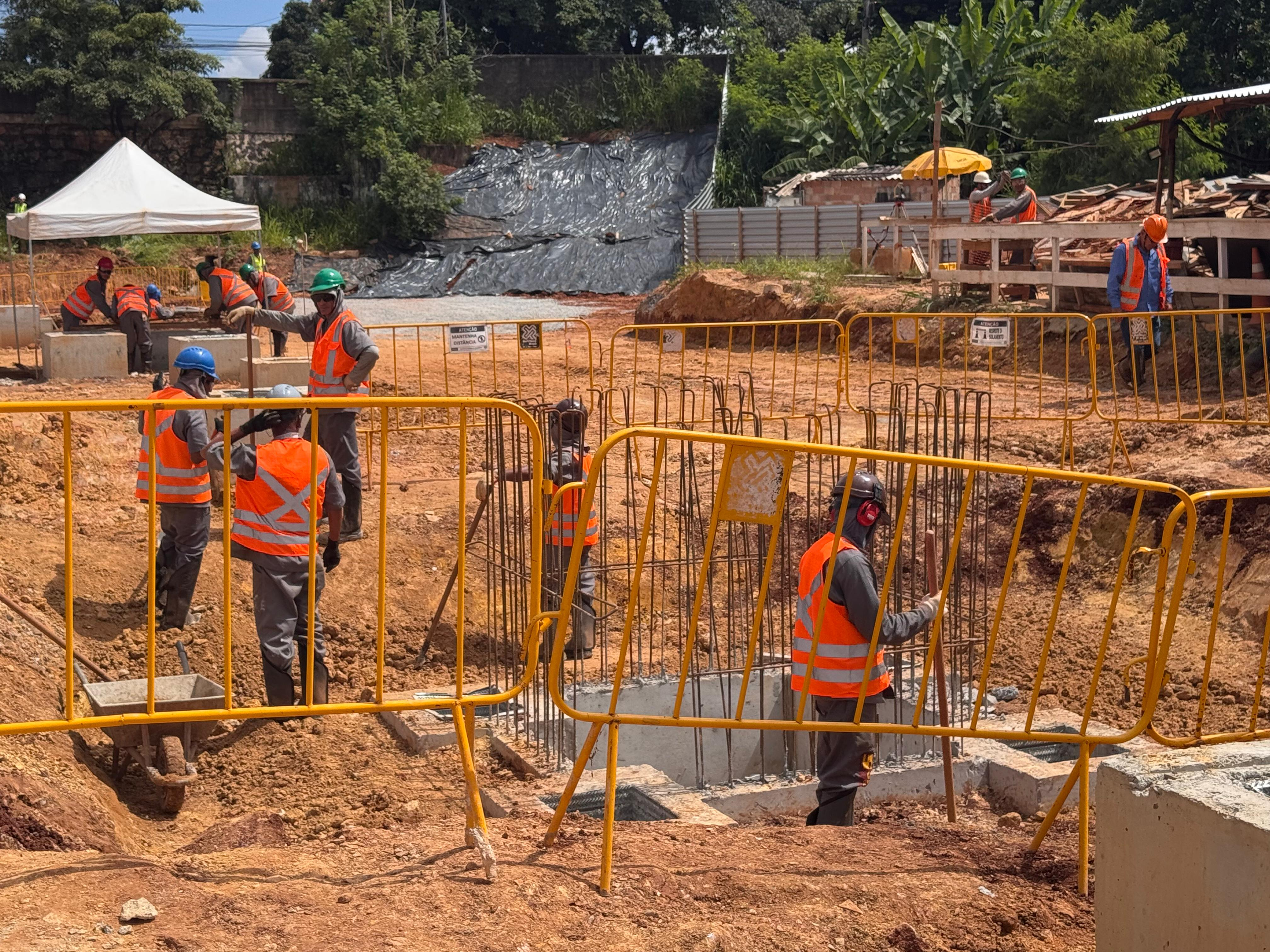
Operários trabalhando no canteiro de obras da Estação Amazonas da Linha 2 do Metrô.

As obras foram retomadas em setembro de 2024 e devem ser totalmente concluídas até 2028.
O Governo do Estado de Minas Gerais anunciou a antecipação da entrega das estações Amazonas e Nova Suissa, juntamente com a chegada do 1º TUE da renovação da frota de COBRASMA. A expectativa é de que a inauguração ocorra para os testes dinâmicos da nova frota, bem como a operação assistida da nova linha.

## Estações
A principio, a linha 2 do metrô de Belo Horizonte terá 7 estações.
| Estação        | Situação                   | Observação                                |
| -------------- | -------------------------- | ----------------------------------------- |
| Barreiro       | Em processo de implantação |                                           |
| Ferrugem       | Em processo de implantação | Integração com o futuro Terminal Ferrugem |
| Vista Alegre   | Em processo de implantação |                                           |
| Nova Cintra    | Em processo de implantação |                                           |
| Nova Gameleira | Em processo de implantação |                                           |
| Amazonas       | Em processo de implantação |                                           |
| Nova Suíça     | Em processo de implantação | Acesso a Linha 1                          |